# Lorenzo Fioramonti
Lorenzo Fioramonti (ur. 29 kwietnia 1977 w Rzymie) – włoski polityk, politolog i nauczyciel akademicki, poseł do Izby Deputowanych, w latach 2018–2019 wiceminister, a w 2019 minister edukacji, szkolnictwa wyższego i badań naukowych.

## Życiorys
Absolwent Università degli Studi di Roma Tor Vergata, doktoryzował się z nauk politycznych na Uniwersytecie w Sienie. W latach 1997–2000 był asystentem poselskim Antonia Di Pietro. Później został nauczycielem akademickim, pracował m.in. w Republice Południowej Afryki. Objął tam stanowisko profesora na Uniwersytecie w Pretorii. Publikował w „Harvard Business Review”, „The New York Times” i „Foreign Policy”.
Powrócił do działalności politycznej w ramach Ruchu Pięciu Gwiazd. W kampanii wyborczej w 2018 został przedstawiony jako kandydat tej partii na ministra rozwoju gospodarczego. W wyborach w tymże roku uzyskał mandat deputowanego XVIII kadencji. W czerwcu 2018 powołany na podsekretarza stanu w resorcie edukacji, szkolnictwa wyższego i badań naukowych. We wrześniu 2018 awansował do rangi wiceministra.
5 września 2019 stanął na czele tego resortu w nowo powołanym drugim rządzie Giuseppe Contego. Zrezygnował z urzędu ministra w grudniu 2019 w związku z brakiem przeforsowania dodatkowych funduszy dla jego resortu w budżecie. Opuścił partię M5S, a w styczniu 2020 ogłosił tworzenie nowego ugrupowania pod nazwą Eco. W czerwcu tegoż roku wstąpił do formacji Green Italia – Verdi Europei.